# Muttaburrasaurus
A Muttaburrasaurus a növényevő ornithopoda dinoszauruszok iguanodontia alrendágának egyik neme, amely a mai Északkelet-Ausztrália területén élt a kora kréta korban, mintegy 112–99,6 millió évvel ezelőtt. A Camptosaurus és az Iguanodon rokona volt. A Minmi után ez Ausztrália csontvázfosszíliákból legteljesebb mértékben ismertté vált dinoszaurusza.

## Felfedezések

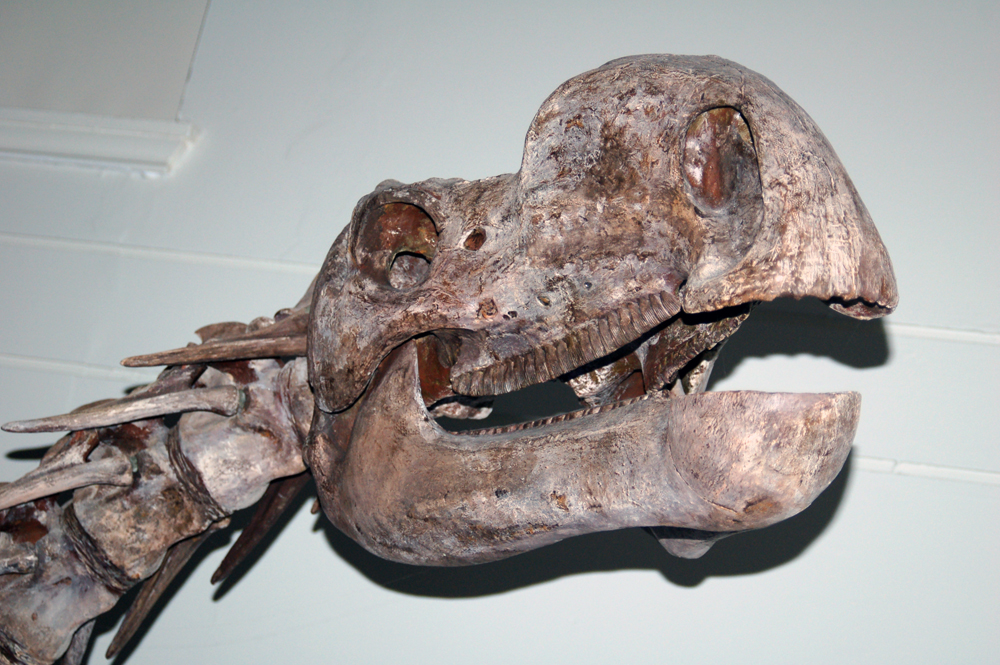
A Muttaburrasaurus langdoni koponyája, a Sydney-i Australian Museumban

Első két példányának hiányos csontvázát Doug Langdon fedezte fel 1963-ban, a Queensland állambeli Muttaburra közelében. 1981-ben, a helység és a felfedező nevét felhasználva, Alan Bartholomai és Ralf Molnar nevezték el a fajt. Az állat fogait valamivel északabbra, Hughenden közelében, délebbre, az Új-Dél-Wales állambeli Lightning Ridge-ben, és északnyugatra, Új-Dél-Wales más területein is megtalálták. A Lightning Ridge-i fogakról azt feltételezik, hogy a nem egy másik fajához tartozhattak. 1987-ben John Stewart-Moore és a 14 éves Robert Walker egy Muttaburrasaurus koponyát talált a queenslandi Richmond és Hughenden közti Dunluce Stationnél, mely a „Dunluce-koponya”nevet kapta.

## Ősbiológia

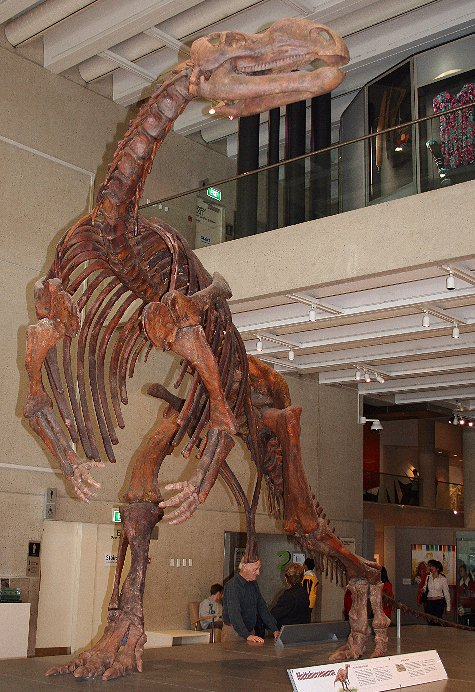
A Queensland Museumban kiállított példány más szögből nézve

A Muttaburrasaurus hossza 8 méter, csípőmagassága 2,4 méter és a tömege megközelítőleg 2,8 tonna lehetett. Feltehetően képes volt két és négy lábon való járásra is. A hátsó lába három középső ujja összenőtt, a lábujjain pataszerű karmok voltak. A mellső lábain egy-egy 15 centiméter hosszú, hüvelykujjal rendelkezett. A Iguanodonra jellemző tőrszerű hüvelykujj tüskére csak töredékes maradványok utalnak, így elképzelhető, hogy az állat nem rendelkezett ilyesmivel. Erőteljes állcsontja nyíró fogakkal volt ellátva, melyek talán a cikászokhoz hasonló kemény szárú növények lelegelésénél nyújthattak segítséget. A fogak a dinoszauruszoknál szokatlan módon egyszerre cserélődtek. Az állcsont elülső része, tompa, csőrszerű, a felső részén a száj és a szemek között egy hosszú duzzanat helyezkedik el, ami talán a szaglásnál vagy a hangképzésnél játszhatott szerepet (az orr szöveteinek hiányában egyik feltételezés sem igazolható). Az állkapocs izmai szokatlanul erősek voltak, a koponya hátsó részén levő izomtapadási pontok jóval mélyebben helyezkedtek el, mint a többi ornithopodánál. Az iguanodontidáktól és leszármazottaiktól, a hadrosauridáktól való eltérések alapján elképzelhető, hogy a Muttaburrasaurus egy olyan ornithopoda fejlődési vonalat képvisel, amely még a Tenontosaurus megjelenése előtt különvált.

## Popkulturális hatás

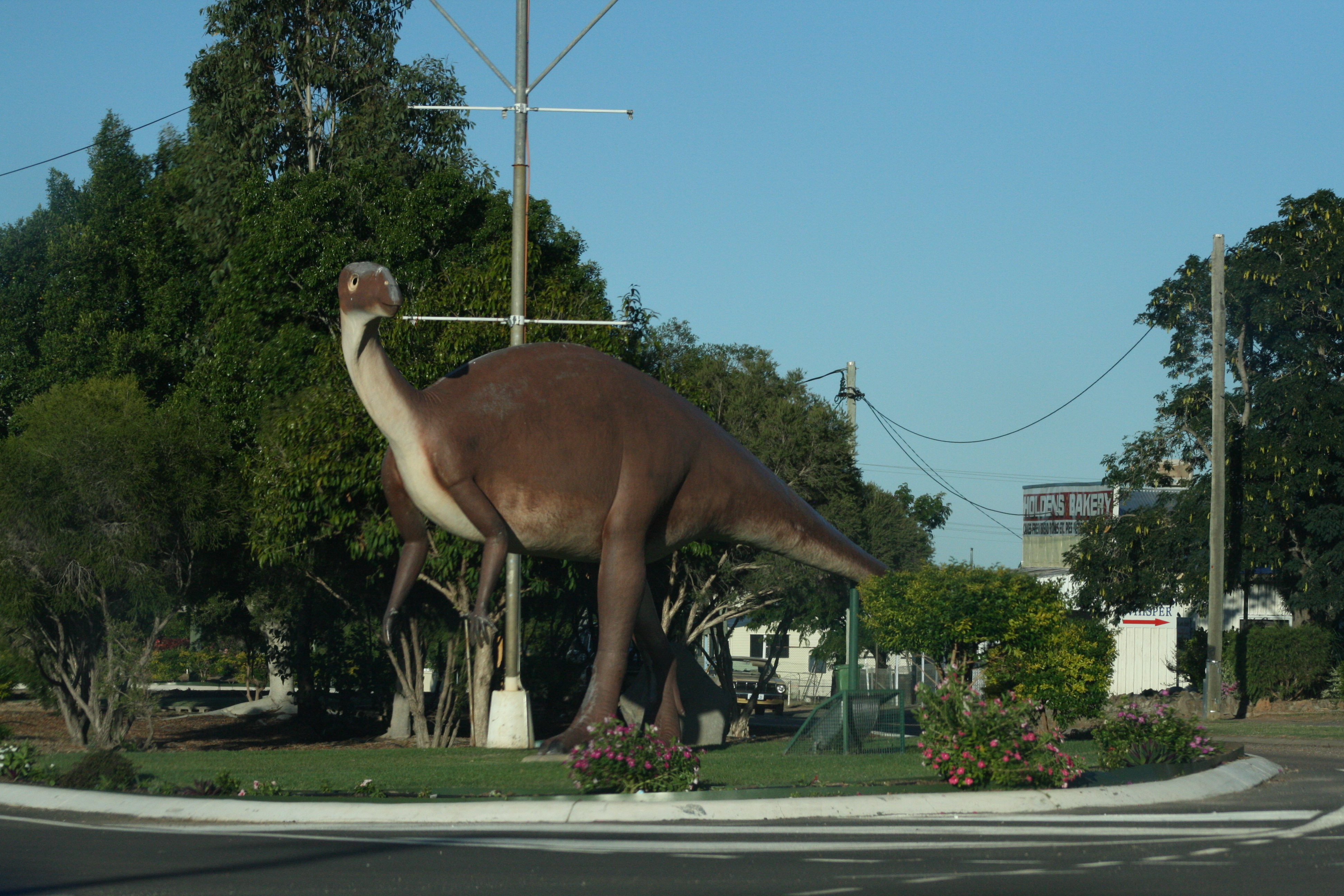
A Muttaburrasaurus szobra Hughendenben, az ausztráliai Queenslandben

- Az állat rekonstruált csontvázait számos ausztrál múzeumban kiállították, például a Queensland Museum, a Flinders Discovery Centre és a National Dinosaur Museum épületében.
- A Muttaburrasaurus szerepel a BBC Dinoszauruszok, a Föld urai című dokumentumfilm-sorozatának ötödik részében, a Science Channel When Dinosaurs Ruled című sorozatában, valamint az Őslények országa című rajzfilmsorozat harmadik részében.

## Fordítás
Ez a szócikk részben vagy egészben  a   Muttaburrasaurus című angol Wikipédia-szócikk ezen változatának fordításán alapul.  Az eredeti cikk szerkesztőit annak laptörténete sorolja fel. Ez a jelzés csupán a megfogalmazás eredetét és a szerzői jogokat jelzi, nem szolgál a cikkben szereplő információk forrásmegjelöléseként.

## Ajánlott irodalom
- Long, John A.. Dinosaurs of Australia and New Zealand and Other Animals of the Mesozoic Era. Harvard University Press (1998). ISBN 978-0-674-20767-7
- Vickers-Rich, Pat.szerk.: Rich, Thomas Hewitt: Wildlife of Gondwana : Dinosaurs and Other Vertebrates from the Ancient Supercontinent (Life of the Past). Indiana University Press (1999). ISBN 978-0-253-33643-9